# تشال سياه (مقاطعة غيلانغرب)
تشال‌سياه (بالفارسية: چال‌سیاه) هي قرية تقع في كرمانشاه في إيران. يقدر عدد سكانها بـ 32 نسمة بحسب إحصاء 2016.